# Thure Bahne
Thure Olavi Bahne, född 8 maj 1909 i Åbo, död 28 januari 1956 i Helsingfors, var en finländsk skådespelare, filmregissör och operasångare.
Bahne var son till affärsidkaren Gustaf Edward Bahne. Som ung sjöng Bahne i en gosskör och var verksam vid operetten vid Åbo teater 1927–1928. Han var skådespelare vid Åbo arbetarteater 1928–1931, vid Björneborgs teater 1931–1933 och blev sångare vid Finlands nationalopera 1933. Som skådespelare medverkade Bahne i 31 filmer åren 1933–1957, regisserade fyra filmer och skrev manus till en.

## Filmografi (urval)

### Som skådespelare
- Herrat täysihoidossa, 1933
- Onnenpotku, 1936
- Nuoria ihmisiä, 1943
- Ballaadi, 1944
- Sot och guld, 1945
- Kalle Aaltonens brud, 1948
- Piraten älskaren, 1949
- Tanssi yli hautojen, 1950
- Kuollut mies kummittelee, 1952
- Korset och lågan, 1957

### Som regissör
- Väinö Solan jäähyväiset oopperalle, 1949 (samt som manusförfattare)
- Flottarkärlek, 1952
- Se alkoi sateessa, 1953
- Onni etsii asuntoa, 1955